# Dolores Redondo
Dolores Redondo (ur. 1969 w San Sebastián) – hiszpańska pisarka, autorka kryminałów. 

## Życiorys
Zadebiutowała w 2009 roku powieścią Los privilegios del Ángel. Sławę przyniosła jej trylogia kryminalna Baztán, którą przełożono na 30 języków, a światowy nakład przekroczył 2,5 miliona egzemplarzy. Trylogia została także zekranizowana. W 2016 roku Redondo została wyróżniona nagrodą Premio Planeta za powieść Dam ci to wszystko.

## Twórczość
- Los privilegios del ángel, 2009[1]
- Dolina Baztán:
  - El guardián invisible, 2013, wyd. pol.: Niewidzialny strażnik. Karolina Krzysztofik (tłum.). Wydawnictwo Czarna Owca, 2020. ISBN 978-83-8143-847-6. Brak numerów stron w książce
  - Legado en los huesos, 2013, wyd. pol.: Świadectwo kości. Maria Mróz (tłum.). Wydawnictwo Czarna Owca, 2020. ISBN 978-83-8143-850-6. Brak numerów stron w książce
  - Ofrenda a la tormenta, 2014, wyd. pol.: Ofiara dla burzy. Maria Mróz (tłum.). Wydawnictwo Czarna Owca, 2020. ISBN 978-83-8143-853-7. Brak numerów stron w książce
- Todo esto te daré, 2016, wyd. pol.: Dam ci to wszystko. Barbara Bardadyn (tłum.). Wydawnictwo Kobiece, 2018. ISBN 978-83-65601-17-9. Brak numerów stron w książce
- La cara norte del corazón, 2019, wyd. pol.: Kształt serca. Iwona Michałowska-Gabrych (tłum.). Wydawnictwo Kobiece, 2020. ISBN 978-83-66654-80-8. Brak numerów stron w książce
- Esperando al diluvio, 2022[4]